# HLA Meisterliga
Die höchste Handballliga Österreichs heißt HLA Meisterliga. Bei den Damen wird sie mit dem Namen WHA Meisterliga bezeichnet. Sie wird vom Österreichischen Handballbund ausgerichtet.
In der HLA sind seit der Saison 2021/22 zwölf Teams vertreten. Die Meisterschaft wird in mehrere Phasen gegliedert. In der Hauptrunde spielen alle Teams eine einfache Hin- und Rückrunde gegen jeden Gegner. Danach wird die Liga in zwei Gruppen geteilt.
Die ersten acht Teams spielen dann das Viertelfinale, während die letzten vier Teams in einem Playoff um den Abstieg in die HLA Challenge spielen.

## Geschichte

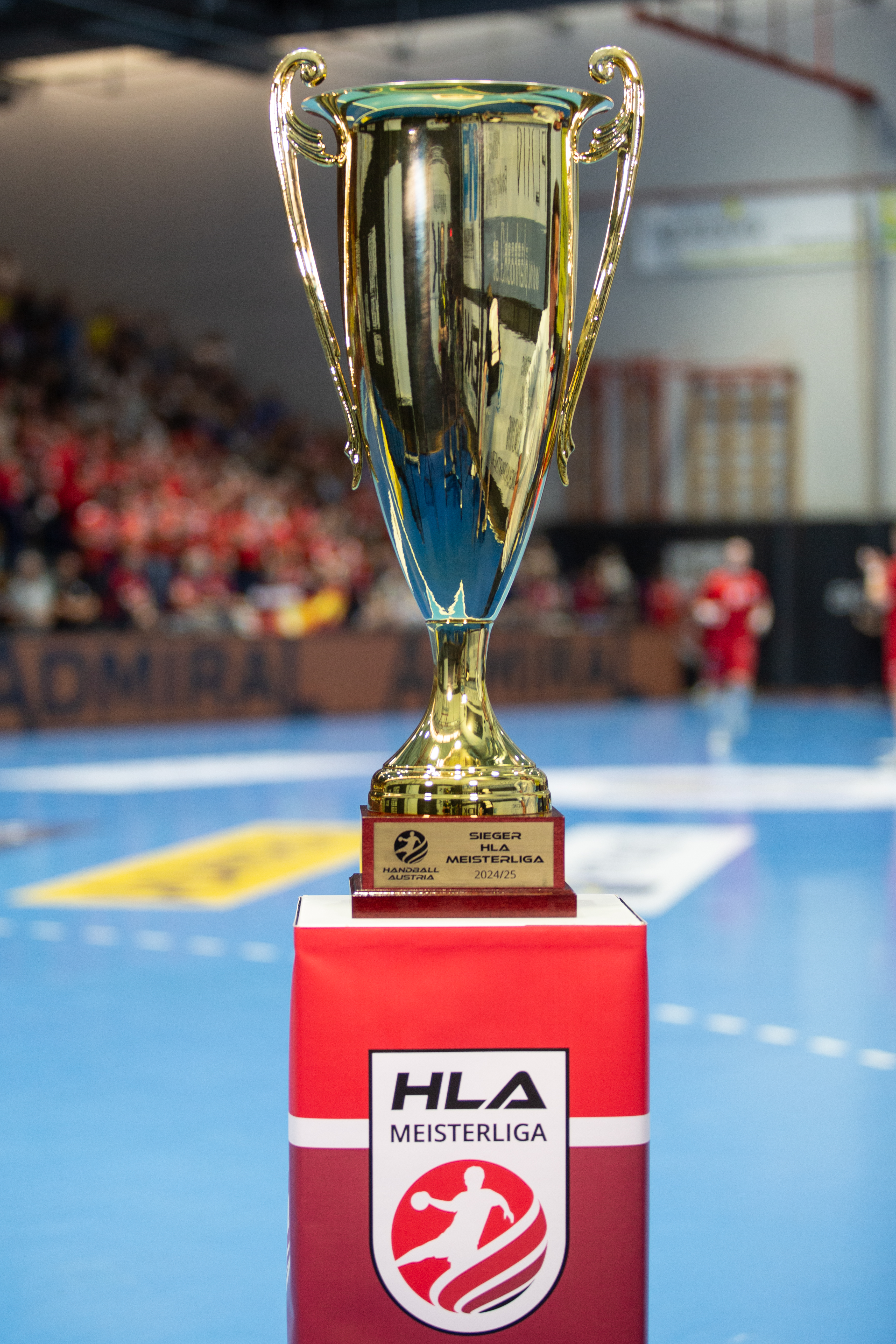
Meisterpokal HLA Meisterliga

### Feldhandball
Meisterschaften im Feldhandball gab es bereits von 1923 bis 1972. Cf. Staatsliga (Feldhandball).

### Die frühen Jahre
Erstmals wurden österreichische Meisterschaften im Hallenhandball im Jahre 1961, vorerst nur für Männer, ausgetragen. Von 1961 bis 1969 wurde der österreichische Meister in einer Turnierform ermittelt. Härteste Konkurrenten der Wiener Mannschaften, von wo aus sich der Handballsport in Österreich verbreitete, waren der ATSV Linz, UHC Salzburg, Union Edelweiß Linz und der Salzburger AK.

### 70er, 80er und 90er
Erster Meister einer Handball-Liga in Österreich wurde Union Edelweiß Linz. Bis zur Saison 1976/77 konnten sich Bärnbach und Krems, mit zwei und drei Titeln, am häufigsten durchsetzen. Danach folgte für vier Jahre ein ununterbrochener Lauf von Linz. Von da an dominierte ATSE Waagner Biro Graz bis zu den 90er Jahren die Liga, die Steirer konnten sich in neun Jahren insgesamt sechsmal den Titel sichern. Schon mit der Saison 1988/89 kündigte sich jedoch mit UHK Volksbank Wien der neue Leader an, die Wiener konnten sich mit einer Unterbrechung bis 1992/93 jede Meisterschaft sichern. Bis zum Jahr 2000 konnte der Titel dann noch dreimal nach Linz sowie je zweimal nach Bruck und Bärnbach geholt werden.

### 2000 bis 2010
Ab diesem Zeitpunkt begann eine Vorarlberger Dominanz, in den nächsten zehn Jahren sicherte sich jedes Mal eine Mannschaft aus dem Ländle den Meister-Pokal. Mit neun Sternen ist Bregenz damit auch Rekord-Meister, der HC Hard konnte die Serie der Bregenzer nur in der Saison 2002/03 unterbrechen.

### 2010 bis 2020
2010/11 konnte der Handballclub Fivers Margareten den ersten Meistertitel seit einer Dekade in ein anderes Bundesland holen. Gleich im nächsten Jahr startete allerdings der Alpla HC Hard unter Cheftrainer Markus Burger eine vierjährige Serie. Diese wurde 2015/16 erneut von den Fivers aus Wien beendet. 2016/17 sicherten sich erneut die Harder den Titel. Seit der Saison 2017/18 verfügt die Liga mit dem Mobilfunkanbieter spusu wieder über einen Hauptsponsor. In dieser Saison sicherten sich erneut die Fivers aus Wien den Titel. Nach einer Erweiterung der Partnerschaft wurde der Name der Liga ab der Saison 2018/19 auf „spusu LIGA“ geändert. In dieser Spielzeit wurde der UHK Krems Meister und beendete damit einen achtjährigen Lauf, in dem der Alpla HC Hard (5 Titel) und der Handballclub Fivers Margareten (3 Titel) sich die Titel aufteilten. Die Saison 2019/20 musste aufgrund der COVID-19-Pandemie in Österreich abgebrochen werden, es gab daher keinen Meister.

### 2020 bis heute
2020/21 konnte sich der Alpla HC Hard seinen 7. Titel sichern. Vor der Saison 2021/22 kündigte die Liga eine Reform an. Ab dieser Saison nehmen zwölf, statt bisher zehn, Teams an der ersten Liga teil. Die Hauptrunde bleibt erhalten, danach nehmen die ersten acht Mannschaften aber direkt am Viertelfinale teil, während die letzten Vier ein Play-off um den Abstieg spielen.

## Statistik

### Österreichische Meister seit 1966
| Bregenz Handball                | 09 | 2000/01, 2001/02, 2003/04, 2004/05, 2005/06, 2006/07, 2007/08, 2008/09, 2009/10 |
| HC Linz AG                      | 08 | 1977/78, 1978/79, 1979/80, 1980/81, 1993/94, 1994/95, 1995/96, 2023/24          |
| HC Hard                         | 07 | 2002/03, 2011/12, 2012/13, 2013/14, 2014/15, 2016/17, 2020/21                   |
| ATSE Graz                       | 06 | 1982/83, 1983/84, 1984/85, 1986/87, 1987/88, 1989/90                            |
| SG Handball West Wien           | 06 | 1966, 1988/89, 1990/91, 1991/92, 1992/93, 2022/23                               |
| UHK Krems                       | 06 | 1972/73, 1974/75, 1976/77, 2018/19, 2021/22, 2024/25                            |
| HSG Raiffeisen Bärnbach/Köflach | 05 | 1973/74, 1975/76, 1981/82, 1998/99, 1999/00                                     |
| Handballclub Fivers Margareten  | 03 | 2010/11, 2015/16, 2017/18                                                       |
| HC Bruck                        | 02 | 1996/97, 1997/98                                                                |
| Union Edelweiß Linz             | 01 | 1969/70                                                                         |
| UHC Salzburg                    | 01 | 1971/72                                                                         |
| Salzburger AK 1914              | 01 | 1970/71                                                                         |
| UHC Stockerau                   | 01 | 1985/86                                                                         |

### Österreichische Meister und Cupsieger im Handball
| Saison                         | Meister                                                   | Meistertrainer                                            | Cupsieger                                                 | Liga MVP         | Torschützenkönig 1                          |
| ------------------------------ | --------------------------------------------------------- | --------------------------------------------------------- | --------------------------------------------------------- | ---------------- | ------------------------------------------- |
| 1961                           | ATSV Linz                                                 | nicht bekannt                                             | nicht ausgetragen                                         |                  |                                             |
| 1962                           | WAT Atzgersdorf                                           | unbekannt                                                 | nicht ausgetragen                                         |                  |                                             |
| 1963                           | Rapid                                                     | nicht bekannt                                             | nicht ausgetragen                                         |                  |                                             |
| 1964                           | Rapid                                                     | nicht bekannt                                             | nicht ausgetragen                                         |                  |                                             |
| 1965                           | Rapid                                                     | nicht bekannt                                             | nicht ausgetragen                                         |                  |                                             |
| 1966                           | Union West Wien                                           | nicht bekannt                                             | nicht ausgetragen                                         |                  |                                             |
| 1967                           | Rapid                                                     | nicht bekannt                                             | nicht ausgetragen                                         |                  |                                             |
| 1968                           | UHC Salzburg                                              | nicht bekannt                                             | nicht ausgetragen                                         |                  |                                             |
| 1969                           | UHC Salzburg                                              | nicht bekannt                                             | nicht ausgetragen                                         |                  |                                             |
| 1969/70                        | Union Edelweiß Linz                                       | nicht bekannt                                             | nicht ausgetragen                                         |                  |                                             |
| 1970/71                        | Salzburger AK 1914                                        | nicht bekannt                                             | nicht ausgetragen                                         |                  |                                             |
| 1971/72                        | UHC Salzburg – Höller-Eisen                               | nicht bekannt                                             | nicht ausgetragen                                         |                  |                                             |
| 1972/73                        | Union Krems                                               | nicht bekannt                                             | nicht ausgetragen                                         |                  |                                             |
| 1973/74                        | Oberglas Bärnbach                                         | nicht bekannt                                             | nicht ausgetragen                                         |                  |                                             |
| 1974/75                        | Union Krems                                               | nicht bekannt                                             | nicht ausgetragen                                         |                  |                                             |
| 1975/76                        | Oberglas Bärnbach                                         | nicht bekannt                                             | nicht ausgetragen                                         |                  |                                             |
| 1976/77                        | UHK Krems                                                 | nicht bekannt                                             | nicht ausgetragen                                         |                  |                                             |
| 1977/78                        | ASKÖ Linz SBL                                             | Zygfryd Kuchta (1)                                        | nicht ausgetragen                                         |                  |                                             |
| 1978/79                        | ASKÖ Linz SBL                                             | Zygfryd Kuchta (2)                                        | nicht ausgetragen                                         |                  |                                             |
| 1979/80                        | ASKÖ SBL Internorm Linz                                   | nicht bekannt                                             | nicht ausgetragen                                         |                  |                                             |
| 1980/81                        | ASKÖ Internorm Linz                                       | nicht bekannt                                             | nicht ausgetragen                                         |                  |                                             |
| 1981/82                        | Raika Köflach                                             | nicht bekannt                                             | nicht ausgetragen                                         |                  |                                             |
| 1982/83                        | ATSE Waagner Biro Graz                                    | Sándor Vass (1)                                           | nicht ausgetragen                                         |                  |                                             |
| 1983/84                        | ATSE Waagner Biro Graz                                    | Sándor Vass (2)                                           | nicht ausgetragen                                         |                  |                                             |
| 1984/85                        | ATSE Waagner Biro Graz                                    | Sándor Vass (3)                                           | nicht ausgetragen                                         |                  |                                             |
| 1985/86                        | Union Raika Stockerau                                     | nicht bekannt                                             | nicht ausgetragen                                         |                  |                                             |
| 1986/87                        | ATSE Waagner Biro Graz                                    | Sándor Vass (4)                                           | nicht ausgetragen                                         |                  |                                             |
| 1987/88                        | ATSE Waagner Biro Graz                                    | Sándor Vass (5)                                           | UHC Stockerau                                             |                  |                                             |
| 1988/89                        | UHK Volksbank Wien                                        | Vinko Kandija (1)                                         | UHC Stockerau                                             |                  |                                             |
| 1989/90                        | ATSE Waagner Biro Graz                                    | Sándor Vass (6)                                           | UHC Stockerau                                             |                  |                                             |
| 1990/91                        | UHK Volksbank Wien                                        | Vinko Kandija (2)                                         | UHK Volksbank Wien                                        |                  |                                             |
| 1991/92                        | UHK Volksbank Wien                                        | Roland Marouschek (1)                                     | UHK Volksbank Wien                                        |                  |                                             |
| 1992/93                        | UHK Volksbank Wien                                        | Vinko Kandija (3)                                         | HC Bruck                                                  |                  |                                             |
| 1993/94                        | ASKÖ Linde Linz                                           | Paul Tiedemann (1)                                        | ASKÖ Linde Linz                                           |                  |                                             |
| 1994/95                        | ASKÖ Linde Linz                                           | Paul Tiedemann (2)                                        | ASKÖ Linde Linz                                           |                  |                                             |
| 1995/96                        | ASKÖ Linde Linz                                           | Paul Tiedemann (3)                                        | ASKÖ Linde Linz                                           |                  |                                             |
| 1996/97                        | HC Sparkasse Bruck                                        | Juri Klimow                                               | HSG mibag Linz                                            |                  |                                             |
| 1997/98                        | HC Sparkasse / Stadtwerke Bruck                           | nicht bekannt                                             | UHC Goldmann Druck Tulln                                  |                  |                                             |
| Gründung Handball Liga Austria |                                                           |                                                           |                                                           |                  |                                             |
| 1998/99                        | HSG Remus Bärnb./Köfl.                                    | János Gyurka (1)                                          | PTA Wien                                                  |                  |                                             |
| 1999/00                        | HSG Remus/Bärnbach/Köflach                                | János Gyurka (2)                                          | jet2web Bregenz                                           |                  |                                             |
| 2000/01                        | jet2web Bregenz                                           | Bruno Gudelj (1)                                          | HSG Remus/Bärnbach/Köflach                                |                  |                                             |
| 2001/02                        | jet2web Bregenz                                           | Bruno Gudelj (2)                                          | jet2web Bregenz                                           |                  |                                             |
| 2002/03                        | Alpla HC Hard                                             | Frank Bergemann (1)                                       | A1 Bregenz                                                |                  |                                             |
| 2003/04                        | A1 Bregenz                                                | Dagur Sigurðsson (1)                                      | UHC Goldmann Druck Tulln                                  |                  |                                             |
| 2004/05                        | A1 Bregenz                                                | Dagur Sigurðsson (2)                                      | Alpla HC Hard                                             |                  |                                             |
| 2005/06                        | A1 Bregenz                                                | Dagur Sigurðsson (3)                                      | A1 Bregenz                                                |                  |                                             |
| 2006/07                        | A1 Bregenz                                                | Dagur Sigurðsson (4)                                      | UHC Goldmann Druck Tulln                                  |                  |                                             |
| 2007/08                        | A1 Bregenz                                                | Zdravko Medic (1)                                         | Alpla HC Hard                                             |                  |                                             |
| 2008/09                        | A1 Bregenz                                                | Martin Liptak (1)                                         | Aon Fivers Margareten                                     |                  | Richard Wöss (148)                          |
| 2009/10                        | A1 Bregenz                                                | Martin Liptak (2)                                         | UHK Krems                                                 |                  | Tobias Schopf (147)                         |
| 2010/11                        | Handballclub Fivers Margareten                            | Peter Eckl (1)                                            | ULZ Schwaz                                                |                  | Tobias Schopf (138)                         |
| 2011/12                        | Alpla HC Hard                                             | Markus Burger (1)                                         | Handballclub Fivers Margareten                            |                  | Raul Santos (150)                           |
| 2012/13                        | Alpla HC Hard                                             | Markus Burger (2)                                         | Handballclub Fivers Margareten                            |                  | Raul Santos (139)                           |
| 2013/14                        | Alpla HC Hard                                             | Markus Burger (3)                                         | Alpla HC Hard                                             |                  | Tobias Schopf (130)                         |
| 2014/15                        | Alpla HC Hard                                             | Markus Burger (4)                                         | Handballclub Fivers Margareten                            |                  | Damir Djukic, Saša-Lela Barišić-Jaman (117) |
| 2015/16                        | Handballclub Fivers Margareten                            | Peter Eckl (2)                                            | Handballclub Fivers Margareten                            |                  | Tobias Schopf, Anton Prakapenja (122)       |
| 2016/17                        | Alpla HC Hard                                             | Petr Hrachovec (1)                                        | Handballclub Fivers Margareten                            |                  | Tobias Schopf (127)                         |
| 2017/18                        | Handballclub Fivers Margareten                            | Peter Eckl (3)                                            | Alpla HC Hard                                             |                  | Srđan Predragović (180)                     |
| 2018/19                        | UHK Krems                                                 | Ibish Thaqi (1)                                           | UHK Krems                                                 |                  | Nemanja Beloš (108)                         |
| 2019/20                        | Kein Meister aufgrund der COVID-19-Pandemie in Österreich | Kein Meister aufgrund der COVID-19-Pandemie in Österreich | Kein Meister aufgrund der COVID-19-Pandemie in Österreich |                  | Jakob Jochmann (119)                        |
| 2020/21                        | Alpla HC Hard                                             | Mario Bjeliš (1)                                          | Handballclub Fivers Margareten                            |                  | Miloš Djurdjevič (142)                      |
| 2021/22                        | UHK Krems                                                 | Ibish Thaqi (2)                                           | Bregenz Handball                                          |                  | Lucijan Fižuleto (202)                      |
| 2022/23                        | SG Handball West Wien                                     | Michael Draca (1)                                         | Alpla HC Hard                                             |                  | Nemanja Beloš (165)                         |
| 2023/24                        | HC Linz AG                                                | Milan Vunjak (1)                                          | Handball West Wien                                        | Constantin Möstl | Mislav Grgić (155)                          |
| 2024/25                        | UHK Krems                                                 | Ibish Thaqi (3)                                           | Handball Tirol                                            | Markus Mahr      | Andrej Klimawez (184)                       |
| 2025/26                        |                                                           |                                                           |                                                           |                  |                                             |

|  | Samsung als Namenssponsor |
|  | spusu als Namenssponsor   |
|  | ZTE als Namenssponsor     |